# U-Flottille Flandern

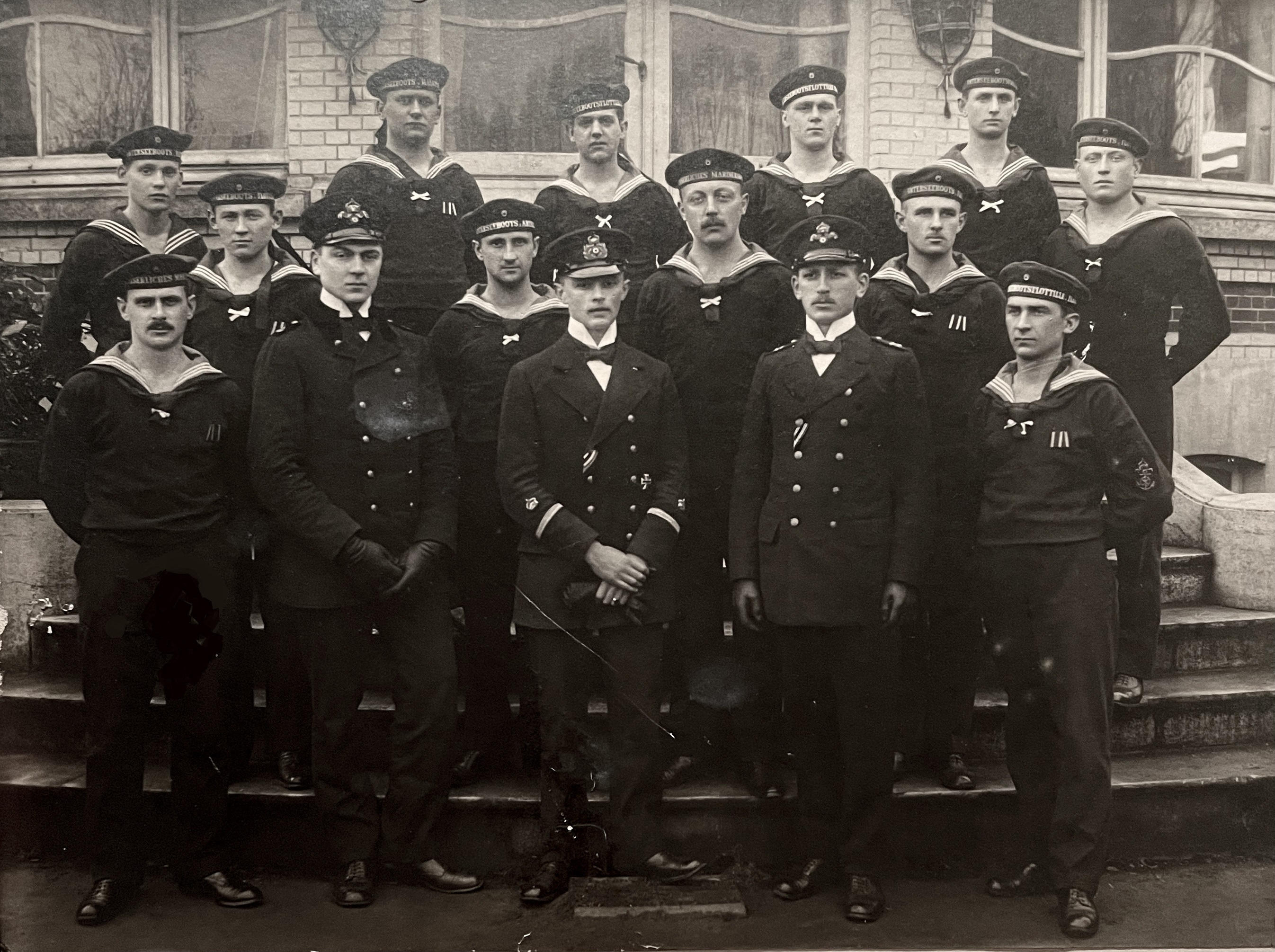
Marinesoldaten und -offiziere der U-Flottille Flandern (Aufnahme von 1916)

Die U-Flottille Flandern war eine Flottille von U-Booten der deutschen Kaiserlichen Marine, die im Ersten Weltkrieg in Flandern stationiert war. Sie operierte in der Nordsee und rund um Großbritannien und Irland.

## Geschichte

### 1914
Im Oktober 1914 gab es erste Überlegungen, an der Nordseeküste in gerade besetzten Belgien eine U-Boot-Flottille aufzustellen.  Als mögliche Standorte standen die gerade besetzten Städte Brügge, Seebrügge, Ostende, Antwerpen und Gent zur Auswahl. Die Häfen sollten über eine moderne Infrastruktur mit Werften, Liegeplätzen, Werkstätten und Docks verfügen sowie sicher vor Sabotage sein. Ab Dezember 1914 wurde begonnen, die Küste Flanderns zu befestigen und die Häfen als Schutzhäfen für kleinere Einheiten auszubauen. Die Flottille unterstand dem Admiral Ludwig von Schröder als Kommandierendem Admiral des neugebildeten Marinekorps Flandern.

### 1915
Am 29. März 1915 wurde die U-Flottille Flandern aufgestellt. Chef der Flottille wurde Kapitänleutnant, ab September 1915 Korvettenkapitän, Karl Bartenbach, der ab Oktober 1917 als Führer der U-Boote Flandern bezeichnet wurde. Die Flottille hatte im Jahr 1915 etwa 16 Boote, bis Juli 1917 u. a. auch UC 1.
Die drei Einsatzhäfen, auch als wichtiges maritimes Dreieck bezeichnet, waren
- Seebrügge
- Brügge
- Ostende

Das Einsatzgebiet der Flottille war
- Nordsee: Linie Flamborough Head bis Terschelling
- Irische See bzw. Ostküste Großbritannien
- Westansteuerung des Ärmelkanals

In diesem Gebiet sollten U-Boote der Klasse UC Minen in den Schifffahrtswegen legen.

### 1916 und 1917

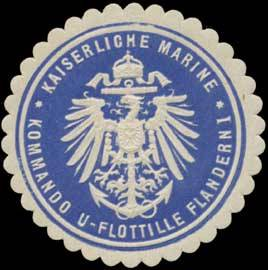
Siegelmarke der U-Flottille Flandern I

Bis 1917 wuchs die Flottille auf eine Größe von etwa 38 Booten auf, die dauerhaft in Flandern stationiert waren. Deshalb wurde beschlossen, sie in die U-Flottille Flandern I und die U-Flottille Flandern II aufzuteilen.
Flottillenchefs:
- U-Flottille Flandern I: Oberleutnant zur See Hans Walther
- U-Flottille Flandern II: Oberleutnant zur See Otto Rohrbeck

Adjutant:
- U-Flottille Flandern I: Oberleutnant zur See Fritz von Twardowski
- U-Flottille Flandern II: Oberleutnant zur See Hans Kawelmacher

#### Boote U-Flottille Flandern I
Im Oktober 1917 bestand die Flottille aus 16 Booten (8 UC Boote und 8 UB Boote):
- UC 4, UC 11, UC 16, UC 17, UC 50, UC 51, UC 77, UC 79
- UB 54, UB 55, UB 56, UB 57, UB 58, UB 59, UB 80, UB 81

#### Boote U-Flottille Flandern II
Im Oktober 1917 bestand die Flottille aus 21 Booten (10 UC Boote und 11 UB Boote):
- UC 47, UC 48, UC 62, UC 63, UC 64, UC 65, UC 69, UC 70, UC 71, UC 75
- UB 10, UB 12, UB 16, UB 17, UB 18, UB 30, UB 31, UB 33, UB 35, UB 38, UB 40

1917 hatten die Flottillen etwa 27 bis 30 Boote im Einsatz.

### 1918 und Auflösung

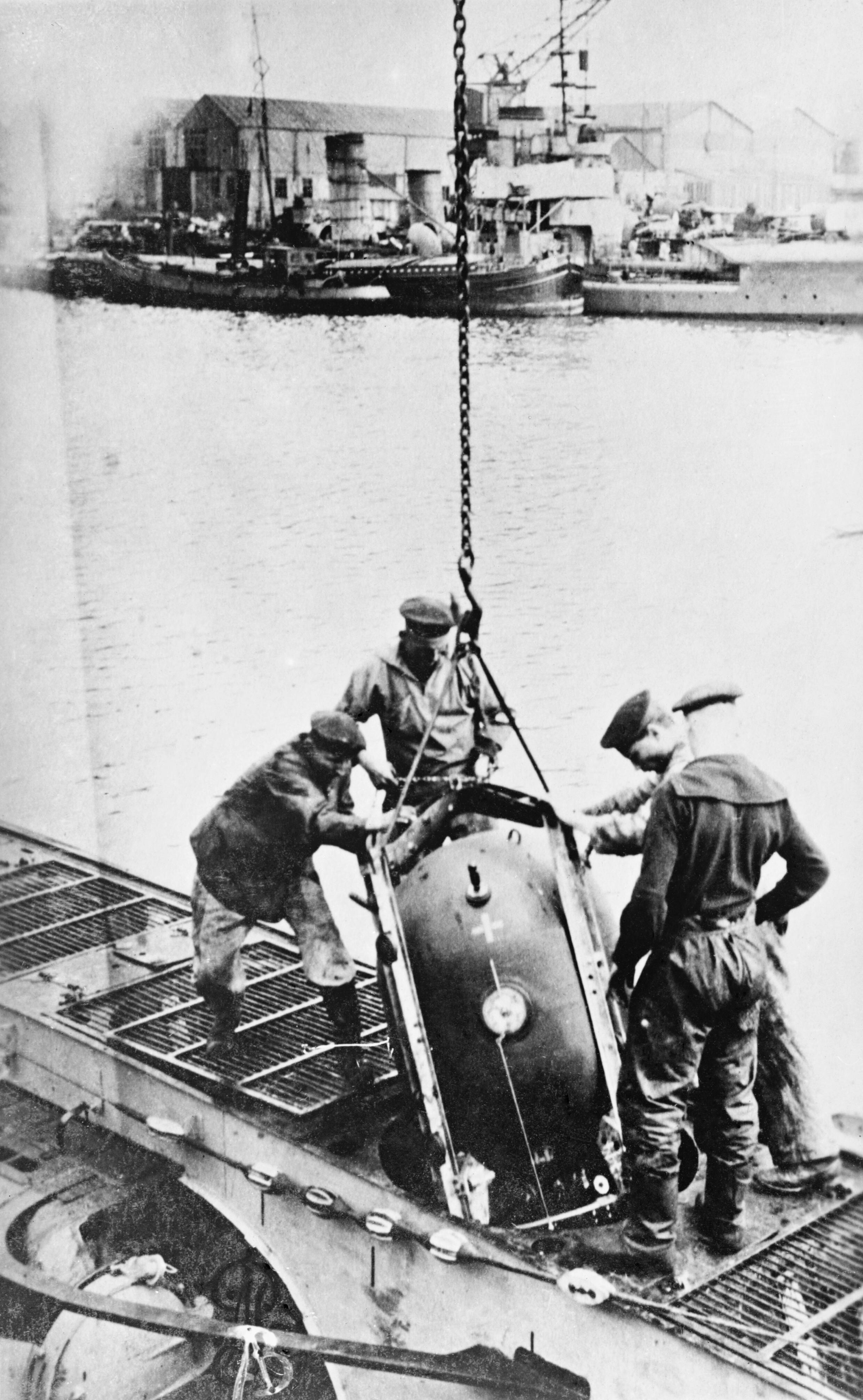
Ein UC Boot beim Laden von Minen in Zeebrugge

Die beiden Flottillen wurden im Oktober 1918 aufgelöst. Am 15. Oktober 1918 wurde der Rückzug aus Flandern eingeleitet und das Personal nach Deutschland verlegt. Die verbliebenen U-Boote mussten an die Alliierten ausgeliefert werden.
Etwa 93 Boote standen während der drei Kriegsjahre im Dienst der beiden Flottillen, diese Boote versenkten etwa 2554 Fahrzeuge mit 4,5 Millionen BRT, das heißt 30 % der gesamten im Krieg von deutschen U-Booten versenkten Tonnage. Sie verloren dabei 80 eigene Einheiten mit 1.782 Seeleuten.
Die Flottille wurde bis Ende 1918 als Abwicklungsstelle in Kiel aufgelöst.

### Verbleib der Boote
| Nummer | Verbleib                                        |
| ------ | ----------------------------------------------- |
| UB 2   | abgewrackt                                      |
| UB 4   | durch Q-ship Inverlyon versenkt ⊙               |
| UB 5   | in Deutschland abgewrackt                       |
| UB 6   | am 12. März 1917 aufgelaufen und selbstversenkt |
| UB-10  | in Zeebrugge 1918 selbstversenkt ⊙              |
| UB-12  | im August 1918 verschwunden                     |
| UB-13  | im April 1916 versenkt ⊙                        |
| UB-16  | durch E34 am 10. Mai 1918 versenkt ⊙            |
| UB-17  | im März 1918 südlich Suffolk versenkt ⊙         |

| Nummer | Verbleib                                                                |
| ------ | ----------------------------------------------------------------------- |
| UB 18  | auf der Position ⊙ versenkt                                             |
| UB-19  | auf der Position ⊙ versenkt                                             |
| UB-20  | am 28. Juli 1917 auf der Position ⊙ durch Mine versenkt                 |
| UB-23  | in Spanien interniert                                                   |
| UB-26  | bei Le Havre versenkt                                                   |
| UB-27  | am 29. Juli 1917 von HMS Halcyon ⊙ versenkt                             |
| UB 29  | seit dem 13. Dezember 1916 als vermisst, Wrack vor der Küste ⊙ entdeckt |
| UB-30  | mit der gesamten Besatzung untergangen ⊙                                |
| UB-31  | mit der gesamten Besatzung untergangen                                  |
| UB-32  | mit der gesamten Besatzung untergangen ⊙                                |
| UB-33  | auf der Position ⊙ durch Mine versenkt                                  |
| UB-34  | an die U-Boot Schule in Kiel verlegt                                    |
| UB-35  | ⊙ mit der gesamten Besatzung untergangen                                |
| UB-36  | mit der gesamten Besatzung untergangen ⊙                                |
| UB-37  | durch Q Shchiff HMS Penthurst versenkt ⊙                                |
| UB-38  | durch Mine versenkt ⊙                                                   |
| UB-39  | durch Mine versenkt ⊙                                                   |
| UB 40  | 1918 in Ostende gesprengt ⊙                                             |

## Bekannte Personen
- Werner Lange, Kommandant von UC 11 und UC 71 späterer Vizeadmiral
- Hans Howaldt, Kommandant von UC 4, UB 40 und UB 107
- Johannes Lohs, Kommandant von UC 75 und UB 57
- Herbert Pustkuchen, Kommandant von UC 5, UB 29 und UC 66
- Reinhold Saltzwedel, Kommandant von UB 81, Träger des Pour le Mérite und erster U-Boot-Kommandant, der 110 Schiffe versenkte
- Otto Steinbrinck, Kommandant von UB 10, UB 18, UB 57 und UC 65, Admiralstabsoffizier im Stab des Führers der U-Boote in Flandern, er gilt als erfolgreichster Flandern-Kommandant
- Walter Warzecha, Kommandant von UC 1 und UC 71
- Egon von Werner, Kommandant von UC 1, UC 16 und UB 54, später im Dritten Reich Gründer und Leiter der Reichsstelle für den Unterrichtsfilm